# The Rivals (film 1906)
The Rivals è un cortometraggio muto del 1906 diretto e interpretato da Lewin Fitzhamon.
Si conoscono pochi dati del film che, prodotto dalla Hepworth, fu distrutto nel 1924 dallo stesso produttore, Cecil M. Hepworth. Fallito, in gravissime difficoltà finanziarie, il produttore pensò in questo modo di poter almeno recuperare il nitrato d'argento della pellicola.

## Trama
Una fanciulla accetta di sposare il cavaliere che le avrà riportato il suo guanto.

## Produzione
Il film fu prodotto dalla Hepworth. Nel 1909, Fitzhamon - sempre per la Hepworth - diresse un altro The Rivals.

## Distribuzione
Distribuito dalla Hepworth, il film - un cortometraggio di 56,7 metri - uscì nelle sale cinematografiche britanniche nel febbraio 1906.